# Maratonistas de Coamo 2013-2014 (pallavolo)
Questa voce raccoglie le informazioni riguardanti i Maratonistas de Coamo nelle competizioni ufficiali della stagione 2013-2014.

## Stagione
La stagione 2013-14 vede i Maratonistas de Coamo impegnati per il secondo anno nella LVSM. La squadra, affidata ad Enrique López, vede l'arrivo di otto nuovi innesti, tra i quali i cubani naturalizzati João Girón e Jorge Mencía, a fronte di sole quattro partenze.
Nonostante i cambi, la stagione parte malissimo con la sconfitta al debutto del 16 ottobre 2013 contro i Caribes de San Sebastián. Nella gara successiva, che segna il debutto interno stagione, arriva ancora una sconfitta, questa volta al tie-break contro i Mets de Guaynabo. Il trend non cambia neanche negli incontri successivi, nonostante gli altissimi score di Jorge Mencía. Il brutto momento porta all'abbandono della squadra da parte di Ricardo Díaz, Emanuel Romero ed Eduardo Hernández, sostituiti da Rafael Meléndez, Juan Rosa e Javier Jiménez. Nonostante i cambi i Maratonistas continuano a rimediare sconfitte fino alla conclusione della regular season, perdendo addirittura gli ultimi cinque incontri per 3-0, complice anche la partenza di Jorge Mencía. Chiudono così una stagione da incubo in ultima posizione e con 0 punti.

## Organigramma societario
Area direttiva
- Presidente: José Garcia Troncoso
- Manager: José Garcia Troncoso

Area tecnica
- Allenatore: Enrique López
- Assistente allenatore: Roberto Rodríguez
- Statistico: Cristian Martinez
- Fisioterapista: Denise Morales, Michael Santiago

## Rosa
| N° | Nome              | Ruolo | Data di nascita  | Nazionalità sportiva |
| -- | ----------------- | ----- | ---------------- | -------------------- |
| 1  | Rafael Meléndez   | P     | 19 luglio 1990   | Porto Rico           |
| 2  | José Quiñones     | C     | 2 febbraio 1994  | Porto Rico           |
| 3  | Ricardo Díaz      | S     | -                | Porto Rico           |
| 4  | Carlos Morganti   | -     | -                | Porto Rico           |
| 5  | Milton Marrero    | P     | -                | Porto Rico           |
| 6  | Christian Torres  | P     | 2 agosto 1993    | Porto Rico           |
| 7  | Raynel Sánchez    | S     | 7 giugno 1993    | Porto Rico           |
| 8  | Emanuel Romero    | C     | 16 luglio 1993   | Porto Rico           |
| 9  | José Rivera       | C     | 9 novembre 1981  | Porto Rico           |
| 10 | José López        | S     | -                | Porto Rico           |
| 11 | Rubén Martínez    | L     | -                | Porto Rico           |
| 12 | Juan Bernazar     | -     | -                | Porto Rico           |
| 13 | Eduardo Hernández | S     | 22 ottobre 1990  | Porto Rico           |
| 13 | Juan Rosa         | L     | 11 agosto 1993   | Porto Rico           |
| 16 | Javier Jiménez    | S     | 14 dicembre 1992 | Porto Rico           |
| 18 | João Girón        | C     | 13 maggio 1989   | Porto Rico           |
| 19 | Jorge Mencía      | S/O   | 14 aprile 1990   | Porto Rico           |

## Mercato
| Acquisti | Acquisti         | Acquisti              | Acquisti   |
| R.       | Nome             | da                    | Modalità   |
| -------- | ---------------- | --------------------- | ---------- |
| C        | José Quiñones    | ?                     | definitivo |
| ?        | Carlos Morganti  | ?                     | definitivo |
| P        | Milton Marrero   | Changos de Naranjito  | definitivo |
| P        | Christian Torres | ?                     | definitivo |
| S        | Raynel Sánchez   | ?                     | definitivo |
| S        | José López       | ?                     | definitivo |
| C        | João Girón       | ?                     | definitivo |
| S/O      | Jorge Mencía     | Changos de Naranjito  | definitivo |
| P        | Rafael Meléndez  | Plataneros de Corozal | definitivo |
| L        | Juan Rosa        | ?                     | definitivo |
| S        | Javier Jiménez   | Plataneros de Corozal | definitivo |

| Cessioni | Cessioni          | Cessioni           | Cessioni   |
| R.       | Nome              | a                  | Modalità   |
| -------- | ----------------- | ------------------ | ---------- |
| L        | Rafael Ramos      | Patriotas de Lares | definitivo |
| S/O      | Jorge Otero       | ?                  | definitivo |
| P        | Roberto Rodríguez | -                  | ritirato   |
| ?        | Bryant Bauzo      | ?                  | definitivo |
| S        | Ricardo Díaz      | ?                  | definitivo |
| ?        | Emanuel Romero    | ?                  | definitivo |
| S/O      | Eduardo Hernández | ?                  | definitivo |
| S/O      | Jorge Mencía      | Qatar SC           | definitivo |

## Risultati

### LVSM

#### Regular season
| 16 ottobre 2013 Coliseo Luis Aymat Cardona, San Sebastián   | Caribes de San Sebastián | 3 - 0 | Maratonistas de Coamo    | 29-27, 25-20, 25-19               |
| 18 ottobre 2013 Coliseo Edwin "Puruco" Nolasco, Coamo       | Maratonistas de Coamo    | 2 - 3 | Mets de Guaynabo         | 20-25, 21-25, 25-22, 25-22, 12-15 |
| 22 ottobre 2013 Coliseo Guillermo Angulo, Carolina          | Gigantes de Carolina     | 3 - 1 | Maratonistas de Coamo    | 27-25, 31-29, 22-25, 25-20        |
| 25 ottobre 2013 Coliseo Edwin "Puruco" Nolasco, Coamo       | Maratonistas de Coamo    | 0 - 3 | Capitanes de Arecibo     | 18-25, 17-25, 19-25               |
| 29 ottobre 2013 Coliseo Edwin "Puruco" Nolasco, Coamo       | Maratonistas de Coamo    | 1 - 3 | Patriotas de Lares       | 22-25, 37-39, 25-23, 22-25        |
| 2 novembre 2013 Coliseo Carmen Zoraida Figueroa, Corozal    | Plataneros de Corozal    | 3 - 1 | Maratonistas de Coamo    | 25-19, 23-25, 26-24, 25-19        |
| 5 novembre 2013 Palacio de Recreación y Deportes, Mayagüez  | Indios de Mayagüez       | 3 - 1 | Maratonistas de Coamo    | 25-23, 25-13, 23-25, 25-20        |
| 7 novembre 2013 Coliseo Edwin "Puruco" Nolasco, Coamo       | Maratonistas de Coamo    | 2 - 3 | Changos de Naranjito     | 25-19, 22-25, 25-23, 21-25, 17-19 |
| 10 novembre 2013 Coliseo Mario Morales, Guaynabo            | Mets de Guaynabo         | 3 - 1 | Maratonistas de Coamo    | 25-17, 25-17, 20-25, 25-18        |
| 12 novembre 2013 Coliseo Edwin "Puruco" Nolasco, Coamo      | Maratonistas de Coamo    | 0 - 3 | Gigantes de Carolina     | 25-27, 27-29, 21-25               |
| 16 novembre 2013 Coliseo Carmen Zoraida Figueroa, Corozal   | Plataneros de Corozal    | 3 - 1 | Maratonistas de Coamo    | 22-25, 28-26, 25-16, 25-20        |
| 20 novembre 2013 Coliseo Edwin "Puruco" Nolasco, Coamo      | Maratonistas de Coamo    | 1 - 3 | Indios de Mayagüez       | 25-21,20-25, 15-25, 22-25         |
| 23 novembre 2013 Coliseo Luis Aymat Cardona, San Sebastián  | Caribes de San Sebastián | 3 - 0 | Maratonistas de Coamo    | 25-22, 25-19, 25-23               |
| 26 novembre 2013 Coliseo Gelito Ortega, Naranjito           | Changos de Naranjito     | 3 - 2 | Maratonistas de Coamo    | 24-26, 26-24, 25-15, 19-25, 15-12 |
| 29 novembre 2013 Coliseo Félix Méndez Acevedo, Lares        | Patriotas de Lares       | 3 - 1 | Maratonistas de Coamo    | 25-23, 25-23, 22-25, 25-23        |
| 1 dicembre 2013 Coliseo Edwin "Puruco" Nolasco, Coamo       | Maratonistas de Coamo    | 2 - 3 | Capitanes de Arecibo     | 23-25, 25-23, 25-21, 17-25, 10-15 |
| 4 dicembre 2013 Coliseo Edwin "Puruco" Nolasco, Coamo       | Maratonistas de Coamo    | 2 - 3 | Gigantes de Carolina     | 23-25, 17-25, 25-23, 25-22, 9-15  |
| 8 dicembre 2013 Coliseo Edwin "Puruco" Nolasco, Coamo       | Maratonistas de Coamo    | 0 - 3 | Changos de Naranjito     | 21-25, 19-25, 22-25               |
| 10 dicembre 2013 Coliseo Edwin "Puruco" Nolasco, Coamo      | Maratonistas de Coamo    | 2 - 3 | Caribes de San Sebastián | 26-24, 25-22, 16-25, 20-25, 8-15  |
| 13 dicembre 2013 Coliseo Edwin "Puruco" Nolasco, Coamo      | Maratonistas de Coamo    | 0 - 3 | Mets de Guaynabo         | 20-25, 15-25, 23-25               |
| 15 dicembre 2013 Palacio de Recreación y Deportes, Mayagüez | Indios de Mayagüez       | 3 - 0 | Maratonistas de Coamo    | 25-22, 25-17, 25-17               |
| 19 dicembre 2013 Coliseo Félix Méndez Acevedo, Lares        | Patriotas de Lares       | 3 - 0 | Maratonistas de Coamo    | 25-22, 25-23, 25-23               |
| 23 dicembre 2013 Coliseo Edwin "Puruco" Nolasco, Coamo      | Maratonistas de Coamo    | 0 - 3 | Plataneros de Corozal    | 24-26, 19-25, 28-30               |
| 26 dicembre 2013 Coliseo Manuel "Petaca" Iguina, Arecibo    | Capitanes de Arecibo     | 3 - 0 | Maratonistas de Coamo    | 25-16, 28-26, 25-16               |

## Statistiche

### Statistiche di squadra
| Competizione | Punti | In casa | In casa | In casa | In trasferta | In trasferta | In trasferta | Totale | Totale | Totale |
| Competizione | Punti | G       | V       | P       | G            | V            | P            | G      | V      | P      |
| ------------ | ----- | ------- | ------- | ------- | ------------ | ------------ | ------------ | ------ | ------ | ------ |
| LVSM         | 6     | 12      | 0       | 12      | 12           | 0            | 12           | 24     | 0      | 24     |
| Totale       | -     | 12      | 0       | 12      | 12           | 0            | 12           | 24     | 0      | 24     |

G = partite giocate; V = partite vinte; P = partite perse